# Гавайська піца

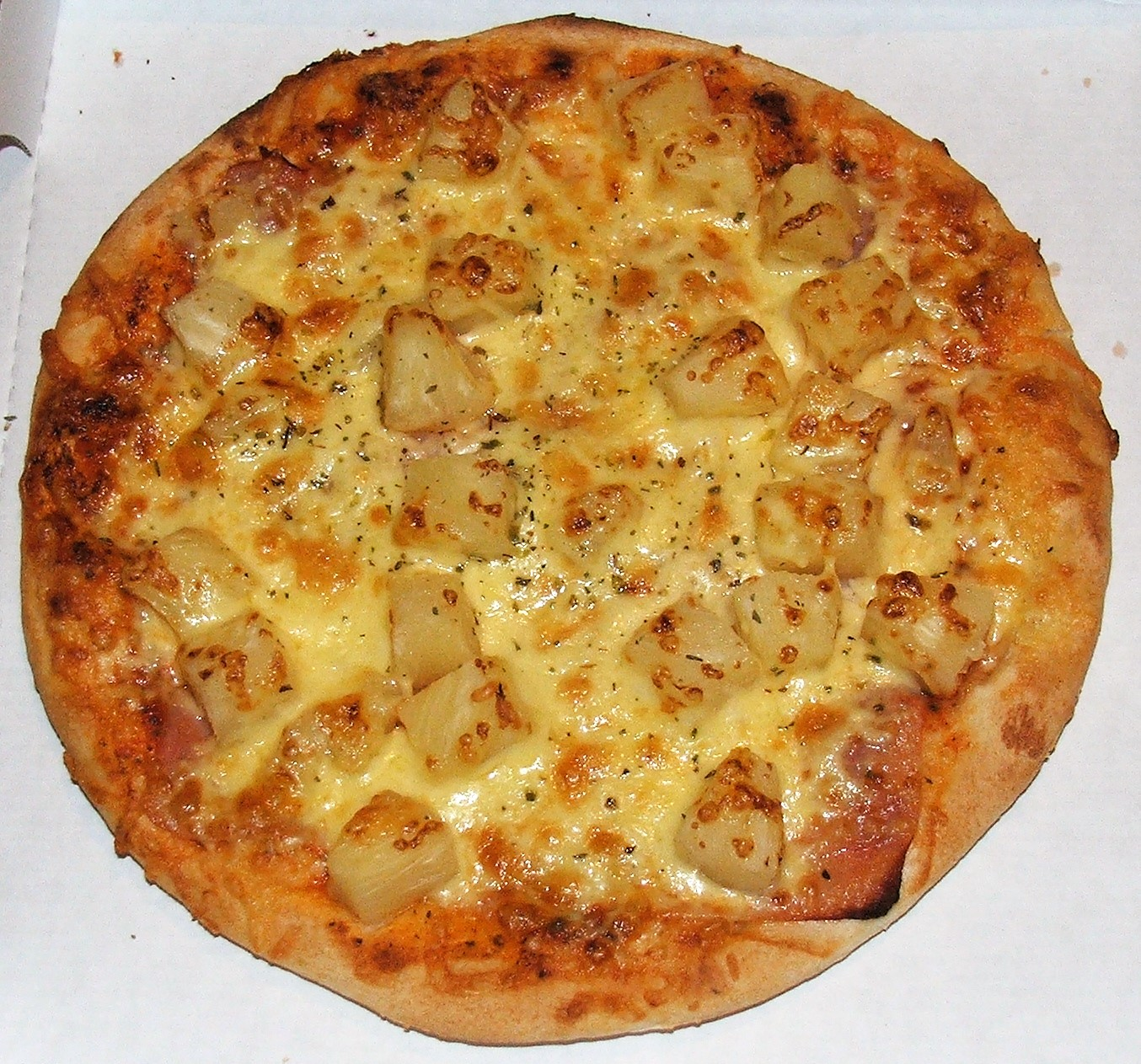
Гавайська піца

Гавайська піца (також ананасна піца) — піца, що готується з використанням білого соусу, сиру, ананасів і курки.

## Історія
Канадець грецького походження Сем Панопулос (1934—2017) стверджував, що придумав гавайську піцу і вперше приготував її в ресторані «Satellite» в Чатеме, Онтаріо, Канада, в 1962 році. На основі свого досвіду приготування китайських страв, в яких зазвичай поєднуються солодкі і солоні інгредієнти, Панопулос експериментував з додаванням ананаса, шинки, бекону та інших видів начинки, які із самого початку не були особливо популярними для приготування піци. Рецепт, який передбачає додавання ананаса до традиційної для піци суміші томатного соусу і сиру з використанням шинки або бекону, незабаром отримав популярність в Канаді, а потім поширився по піцеріях багатьох країн світу. Панопулос вибрав назву «гавайська» на честь марки консервованого ананаса, який використовував для приготування страви.
У Німеччині гавайська піца вважається різновидом гавайських тостів з шинкою, ананасами і сиром, вперше приготованих першим німецьким телевізійним кухарем Клеменсом Вільменродом в 1955 році.
Також готується веганська гавайська піца.

## Оцінки
У 2014 році журнал «Time» включив гавайську піцу в свій список «тринадцяти найбільш значущих піц всіх часів» під номером 13.
Гавайська піца в 1999 році була найпопулярнішою піцою в Австралії: на неї припадало 15 % продажів всіх різновидів піци.
Огляд незалежних підприємств, які готують страви категорії «візьми з собою» і реалізують свою продукцію через сервіс Just Eat, написаний в 2015 році, стверджує, що гавайська піца є найбільш часто доступною.
Опитування Харріса 2016 року, проведене серед дорослих в США, показав, що ананас входить в трійку найулюбленіших топінгів піци, випереджаючи анчоуси і гриби.
Згідно з опитуванням YouGov Omnibus 2019 року, 12 % американців, які їдять піцу, кажуть, що ананас входить в трійку їх улюблених начинок піци, а 24 % кажуть, що ананас є одним з їх найменш улюблених топінгів. В опитуванні найбільше не сподобалися тільки два компоненти: анчоуси і баклажани.
У 2017 році увагу до гавайської піци привернув президент Ісландії Гвюдні Йоуханнессон, який на зустрічі зі школярами на питання про те, чи подобається йому піца з ананасом, відповів, що вона йому противна і він би її із задоволенням заборонив, а потім був змушений виправдовуватися в facebook, що такого права не має. У Німеччині любителів гавайської піци часто звинувачують у відсутності смаку.

## Галерея

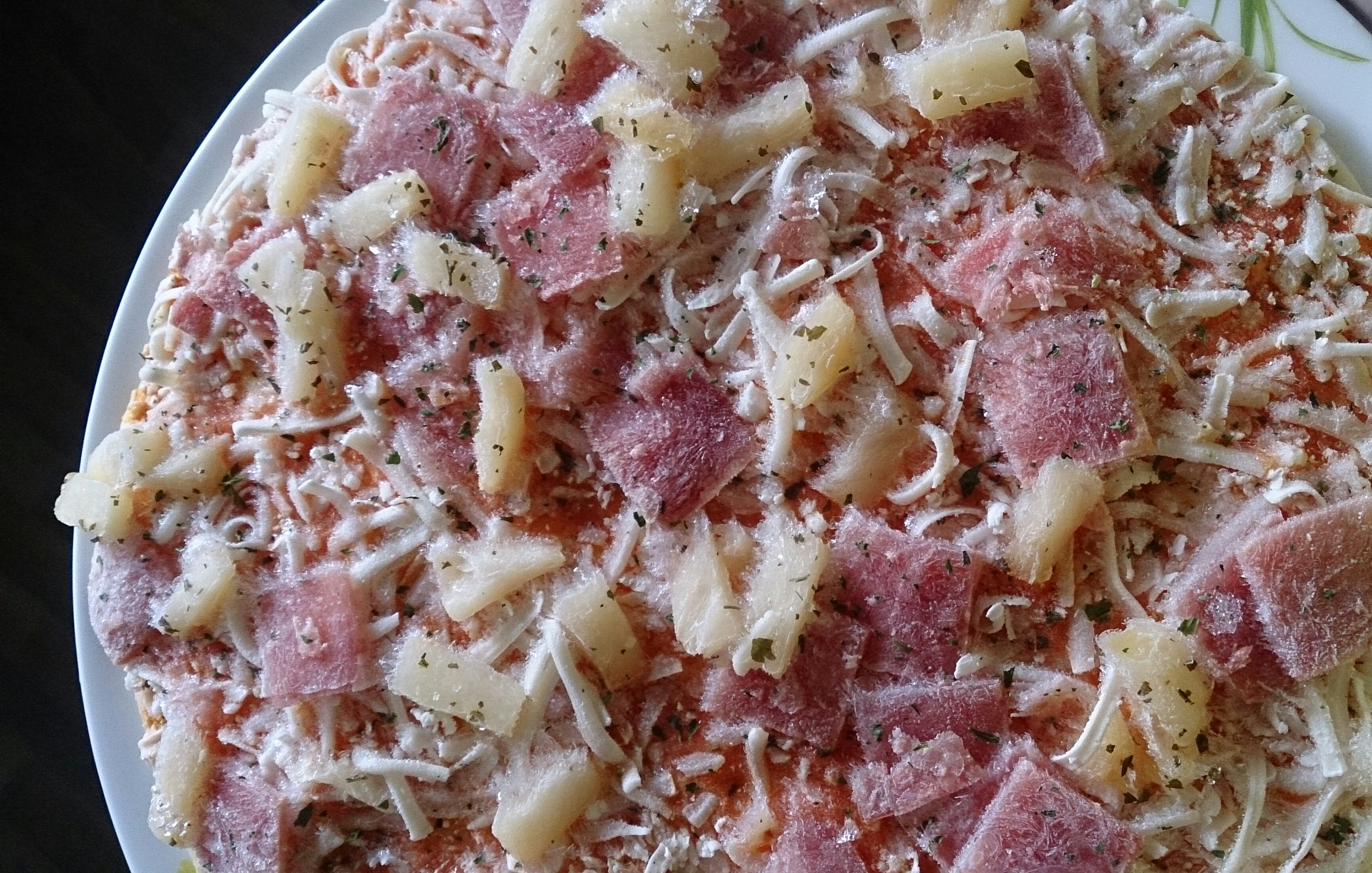
Заморожена
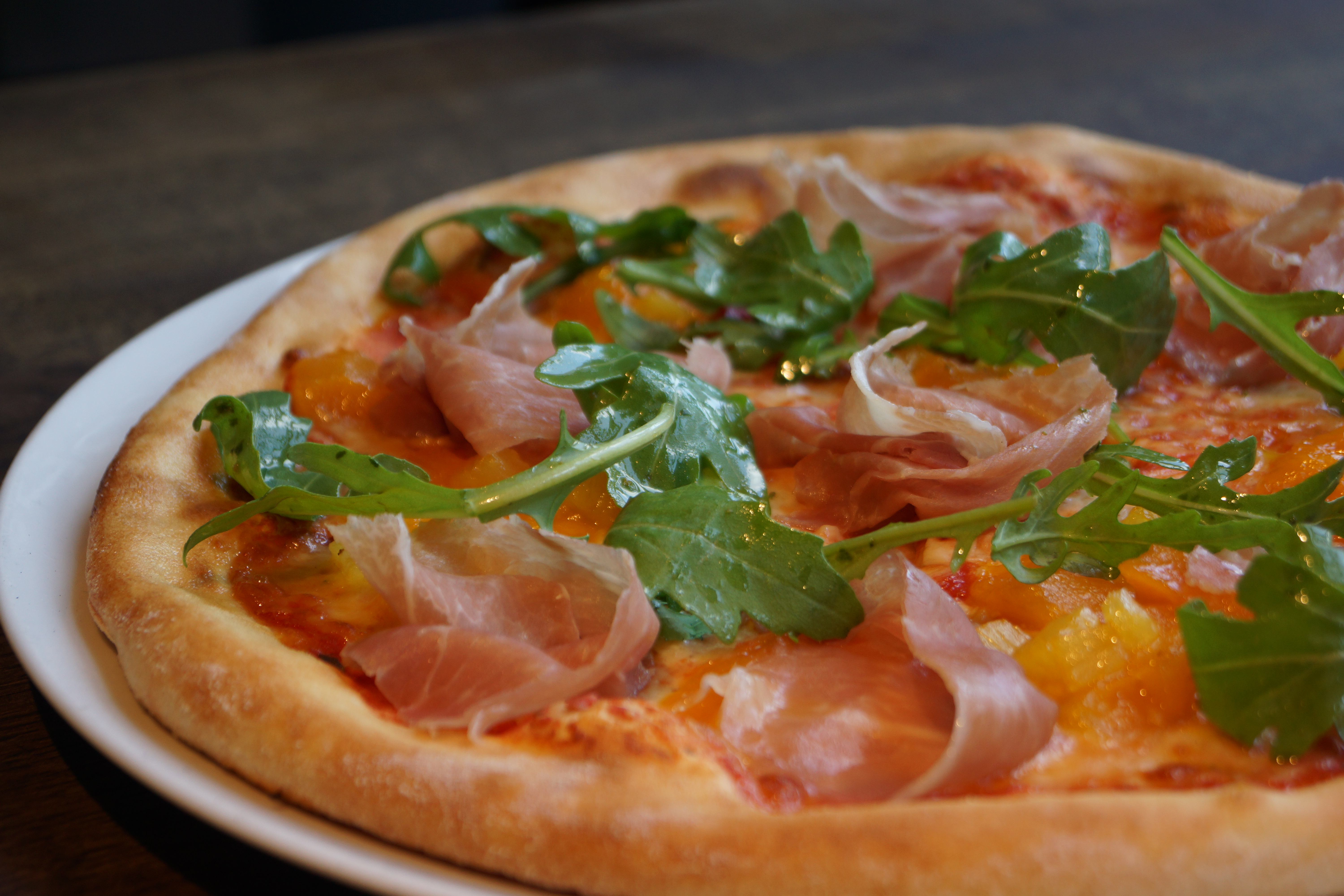
Піца "Тропіка" з Нідерландів
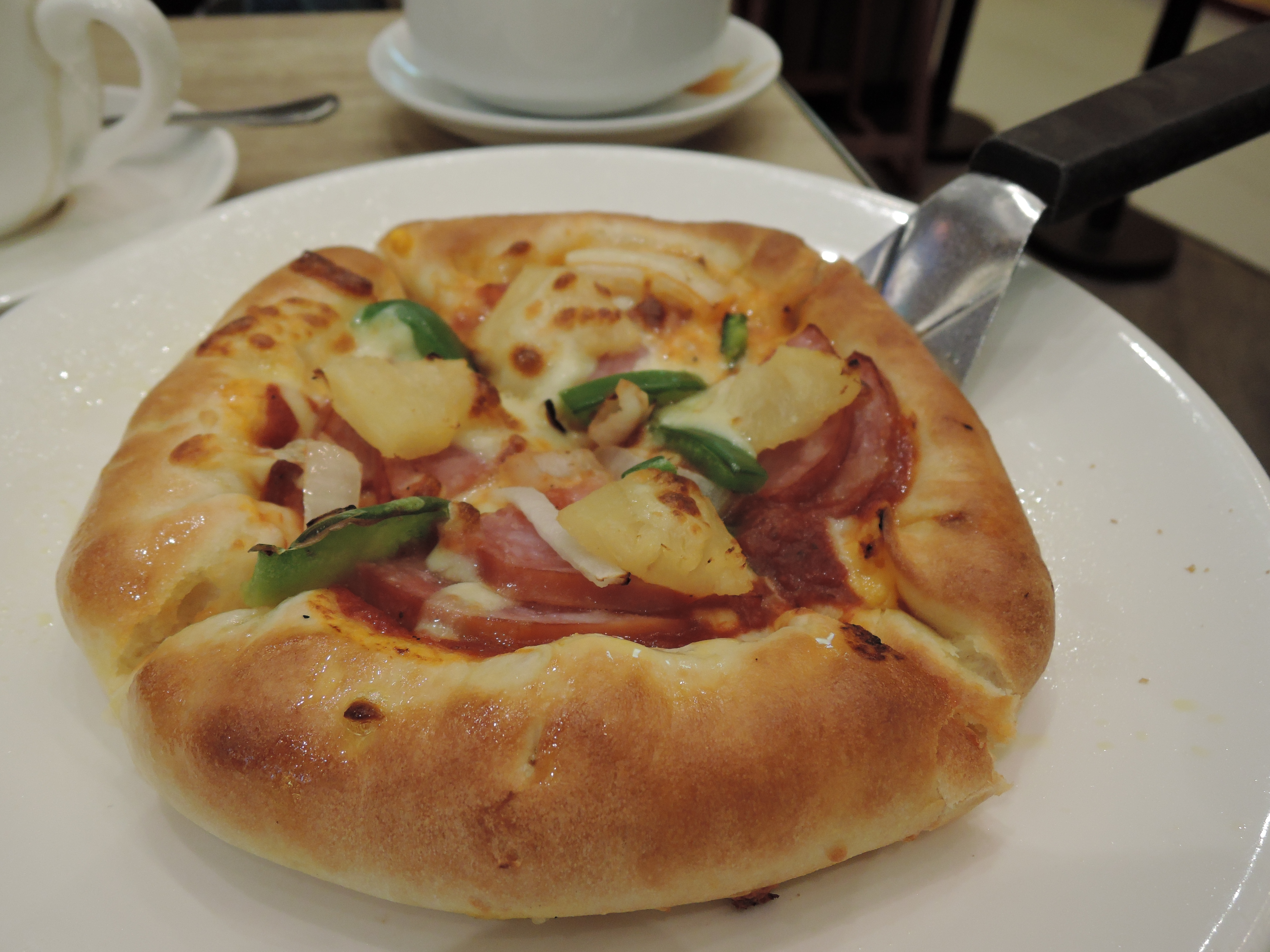
Міні-піца